# Кононенко Мусій Степанович
Мусі́й Степа́нович Кононе́нко (22 серпня (3 вересня) 1864, село Турівка, Прилуцький повіт, Полтавська губернія — 14 червня 1922, Нові Санжари) — український поет і прозаїк, учасник літературного гуртка «Плеяда», активний діяч кооперативного руху та Братства тарасівців.
Його донька — Харитя Кононенко, визначна громадська діячка.

## Життєпис
Народився в родині колишнього кріпака, освіту здобув самотужки. З дитинства працював у наймах і прислузі. Через крайні матеріальні недостачі Мусій не міг скінчити навіть сільської школи та вдовольняв жадобу знання самоосвітою, з книжок. Відбувши військову службу, Кононенко оселився в Києві, працював в управлінні Південно-Західної залізниці. Пізніше кілька років господарював на селі.
1905 року був ув'язнений.
1913 року переїжджає до Лубен, де до 1917 року працює інструктором кооперації. В той же час брав участь у роботі місцевого видавництва «Метелик», яке випускало невеликі белетристичні і науково-популярні книжечки для народу. Тут випустив свої твори: поеми «Мати», «Свекруха», легенду «Покута», збірку віршів «Хвилі». 1914 року видав книжку «Кооперативи Лубенського повіту», де подав чимало цінного матеріалу з життя та побуту селян.
1917 року його обрано членом правління Полтавського кредитного союзу кооперативів, так званого Союзбанку, і письменник переїжджає до Полтави.
Після встановлення в Полтаві радянської влади був заарештований, кілька місяців провів в ув'язненні, звідки вийшов хворим на сухоти.
Наприкінці життя був управляючим Зіньківським відділом спілки кредитових і ощадних товариств — 1919 рік; співробітником Полтавської губсільсекції губспілки — 1921 рік.
На початку 1922 року дружина перевезла смертельно хворого письменника до Нових Санжар, де він невдовзі й помер.
|                             | О, Боже правий, дай надію І сподівання дай мені, Що я хоч духом не зотлію В далекі ті, ясні ті дні. Що привіта хоч дух Вкраїну В тому веселому раї, І за гірку життя годину Уп'ється радістю її! |
| — Мусій Кононенко, «Елегія» | |

## Творчість

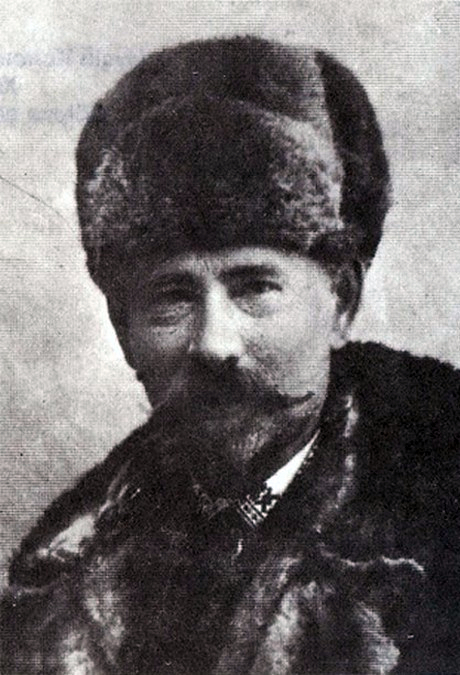
Мусій Кононенко

Почав писати вірші у шістнадцятирічному віці, вперше опублікувався 1883 року, видавши у Києві поему «Нещасне кохання». До раннього періоду творчості належить «Ліра» (К., 1885) — збірник поезій, «Москаль, змій та царівна» (1889), «Княгиня-кобзар» (К., 1889) та «З Богом не змагайсь» (К., 1895; в подальшому казка видавалась у складі збірок під назвою «Багатий Марко»). Але далеко більша частина поетичних і прозових творів Кононенка друкувалася в Галичині, в часописах «Зоря», «Правда», «Дзвінок», «Літературно-науковий вістник». В подальшому був автором збірок поезій «Струни» (1908), «Хвилі» (кн. 1—6, 1917–1918). Серед віршів Кононенка є кілька, які були покладені на музику та стали піснями: «За нелюбом» («Одружили мене силою»), «Вечір» («Сховалось сонце за горою»).
В художній прозі працював у жанрах оповідання, повісті, роману. Писав як українською мовою, так і російською (здебільшого в дусі натуральної школи), котрою володів досконало. До прозової творчості Кононенка належать оповідання «Злодій», «Вихрестка» (в основу сюжету ліг дійсний випадок із життя), «На побивку» (з солдатського побуту); нариси «Значні люди на селі» (змодельовані цікаві народні типажі); повісті «На волі» (незакінчена архівна повість), «Наталка» (на тему праці інтелігента-народолюбця на селі), «Між народ», «На селі» (1898), «Буденне життя» (1902); роман «Свобода» (1913 року було закінчено дві частини; перша назва роману — «Пани і мужики») тощо. 1918 року було відомо, що в Полтаві готується до виходу роман «Свобода» та збірка оповідань і повістей. Проте їхня доля не відома.
Окрему цікавість становить праця «Оповідання про Т. Шевченка: 3 народних уст» (1892) та нарис «На Шевченковій могилі» (1894).
Як драматурга Мусія Кононенка представляє його рукописна спадщина, яка створена здебільшого в «легких» жанрах — жарт-одноактівка «Верховодниці» (про буцімто впроваджуваний «згори» новий матріархат), російськомовна комедія ситуацій «Зизи и Мизи» (передбачена майбутня проблема співіснування в «комуналках» — дорослі, діти, тварини, стара діва), драма на дві дії «Сон іменинника»(1913, історія розбитого подружнього життя), початки побутової п'єси «Остап Скорина» (дія відбувається на Полтавщині в родині заможного козака), віршована п'єса з умовною назвою «Ідія» тощо.

## Вшанування пам'яті
У селищі Нові Санжари провулок Надії Курченко перейменували на провулок Мусія Кононенка.